# گاما گاوران
گاما گاوران یک ستاره است که در صورت فلکی گاوران قرار دارد.